# Електроразпределение Юг
„Електроразпределение Юг“ ЕАД е българско предприятие за разпределение на електрическа енергия със седалище в Пловдив, част от австрийската група „ЕВН“.
Основано през 2000 година, до май 2017 година предприятието се нарича „ЕВН България Електроразпределение“. То е средното между трите големи електроразпределителни предприятия в страната, по-малко от „Електроразпределителни мрежи Запад“ и по-голямо от „Електроразпределение Север“, и е основният разпределител на електроенергия в Югоизточна и Централна Южна България с около 1,8 милиона клиенти. Към 2024 година експлоатира около 24 хиляди километра мрежи на средно напрежение, 37 хиляди километра мрежи на ниско напрежение и 15 хиляди трафопоста. Към 2022 година предприятието има приходи от 493 милиона лева, а към 2017 година в него работят над 1500 души.